# Луї Деллюк
Луї Деллю́к (фр. Louis Delluc, 14 жовтня 1890 — 22 березня 1924) — французький кінорежисер, сценарист і кінокритик. Теоретик групи кінематографістів «Авангард». Сформулював поняття «фотогенії», увів в обіг слово «Cineaste» («кінематографіст» – людина, яка вивчає кіно, і митець, який творить екранну продукцію). З 1937 року у Франції присуджується за кінорежисуру премія його імені.

## Біографія
Луї Деллюк народився в Кадуені (департамент Дордонь) у 1890 році. Його батько, аптекар з Бордо, незабаром переселився до Парижу, де молодий Деллюк навчввся в ліцеї Карла Великого разом з Леоном Муссінаком. Ставши баккалаврами, Делюк і Муссінак надрукували свої перші мистецтвознавчі і театрознавчі статті в «Ревю Франсез» — щотижневому католицькому журналі. Слабке здоров'я позбавило Луї Деллюка від військової служби, і він став працювати журналістом, а незабаром і головним редактором журналу «Комедіа іллюстре». З 1915 року Луї Деллюк захоплюється кіно.

## Діяльність

### Газети та журнали
Луї Деллюк спробував створити теорію і естетику кіно. Протягом ряду років він керував відділом критики в газеті «Парі Міді» (Paris-Midi), потім співробітничав з Діаман-Берже в журналі «Фільм» (Le Film), редагував журнали «Кіноклуб» (Le Journal de Ci-Club) і «Сінема» (Ci-nea). Таким чином Деллюк мав можливість викривати від імені мистецтва ділків і ремісників, які, за його словами, вели кіно до інтелектуального і художнього зубожіння. 1914–1916 — редагує журнал «Комедіа Іллюстре». 1916 — стає головним редактором тижневика «Фільм». 1918–1922 — веде відділ кінокритики в журналі «Парі Міді».

### Статті та книги
У своїх статтях Луї Деллюк з великою переконливістю піддавав критичному аналізу твору режисерів-традиціоналістів.
Багато статей Деллюка можна вважати справжнім одкровенням. Згодом вони були зібрані ним і видані у 1919 році у вигляді окремої брошури під назвою «Кіно і К°». У тому ж році вийшла його програмна книга «Фотогенія кіно», потім книга про творчість Чарлі Чапліна «Шарло» і, нарешті, збірка написаних ним сценаріїв «Кінодрами» (1924) з дуже цікавою передмовою. У 1922 опублікована книга «Джунглі кіно». Його роботи були написані яскравою публіцистичною мовою, відрізнялися афористичністю і великою полемічністю.
Коли б не передчасна смерть (він помер в березні 1924 року у віці 34 років), Луї Деллюк, ймовірно, зумів би зробити багато корисного і потрібного для кіномистецтва своєї країни. Він був піонером в молодій науці про кіно. Деллюк раніше, ніж інші європейські кіномайстра, став займатися питаннями кіноестетики.

## Творчість
Виступаючи як теоретик і критик, Луї Деллюк зібрав навколо себе немало молодих адептів. Деякі з них вже мали досвід роботи на кіностудіях. Його найближчими соратниками були: Жермен Дюлак, Марсель Л'Ерб'є, Жан Епштейн. Усі вони прийшли з літератури і журналістики, усі вони зневажали комерційний кінематограф, захоплювалися фільмами Гріффіта і Інса і, за влучним висловом критика Леона Муссінака, дивилися на французьку кінематографію через «американські окуляри».
Відмінно розуміючи, що теорія без практики недостатньо вагома, Луї Деллюк вирішив зайнятися кінодраматургією і режисурою. Свій перший сценарій «Іспанське свято» він написав для Жермени Дюлак, яка у 1919 році здійснила його постановку. Певною мірою цей фільм можна вважати програмним для нового напряму.
За першим сценарієм послідували нові, поставлені самим Деллюком: у 1920 — «Мовчання», 1921 — «Лихоманка» і в 1922 — «Жінка нізвідки».  У 1921 — за сценарієм Деллюка поставлено фільм «Чорний дим» (реж. Куаффар).
Емоційність сценаріїв Деллюка давала режисерові творчу зарядку — можливість свого бачення авторського задуму, і в цьому відношенні не нагадувала американські так звані «залізні сценарії», де усе заздалегідь передбачено і обумовлено. Хоча Деллюк не приховував свого захоплення роботами американських кінорежисерів, але не знаходив потрібним сковувати творчий порив режисера рамками детально розробленого сценарію.
Деллюк ставив перед замовниками, що фінансують його постановки, умова — створювати фільми тільки за своїми сценаріями. Тому він мав можливість широко експериментувати в області ритму, монтажу, освітлення і композиції кадру. Деллюк умів передати глибокі переживання своїх героїв, створити атмосферу дії. Більш ніж за рік до появи «Скалки», першого «безнадписного» фільму в Німеччині, він поставив «Мовчання», в якому не було жодного напису, окрім вступних титрів.
Передбачаючи «внутрішній монолог», що став потім відмінною рисою багатьох звукових фільмів, Деллюк добився аналогічних результатів, винахідливо обіграє деталі, використовуючи натяки, спогади і тонке нюансування у грі акторів. В результаті винахідливої режисури «Мовчання» було зрозуміле глядачам без написів.
Численні експерименти Луї Деллюка зовсім не утрудняли сприйняття глядачами створених ним фільмів.

## Фільмографія

### Лише сценарист
- 1919 — Іспанське свято / режисер Жермен Дюлак.
- 1926 — Потяг без очей / режисер А. Кавальканті.

### Режисер і сценарист
- 1920 — Американець, або Дорога в Ерноа / L'Americain ou le chemin d'Ernoa
- 1920 — Мовчання / Le silence
- 1920 — Чорний дим / Fumee noire
- 1920 — Грім / Le tonnerre
- 1921 — Лихоманка / Fievre
- 1922 — Жінка нізвідки / La femme de nulle part
- 1924 — Повінь

## Твори
- Деллюк Л. Фотогенія. (Photogénie) М., 1920.
- Деллюк Л. В дебрях кинематографа. М. — Л., 1921;
- Delluc L., CinemaetCie. P., 1919.
- Delluc L. Шарло (Charlot). P., 1921. (про Чарлі Чапліна)

## Цитати
Багато висловлювань Луї Деллюка не втратили свого значення і в наш час. Але коли писалася «Фотогенія», йому доводилося доводити і сперечатися зі своїми супротивниками з кожного приводу. Афоризми, кепкування і сарказм рясно насичували твори Деллюка. Через це часто втрачалася головна думка, мова міркувань ставала закрутистою, іноді манірною.